# Batting order
Batting order (pl. kolejność odbijania, kolejność pałkowania) – w baseballu: oficjalna lista graczy rozpoczynających mecz i prezentująca stałą kolejność, według której będą oni podchodzić do odbicia podczas gry ich zespołu w ataku.
Kolejność na liście (numery od 1 do 9) jest niezmienna i żaden zawodnik nie może wystąpić pod dwoma różnymi numerami. Rezerwowy otrzymuje na liście odbijania numer gracza zastępowanego i również nie ma prawa go zmienić. Miejsce na liście jest przypisane do gracza, a nie do pozycji, jaką zajmuje w obronie (którą może zmienić).
Istnieją dwa warianty listy:
1. gdy drużyna nie korzysta z opcji designated hitter, podaje się 9 nazwisk,
2. gdy drużyna korzysta z opcji designated hitter, podaje się 10 nazwisk, wyraźnie zaznaczając, który z graczy (DH) będzie odbijał za miotacza.

Przykład 1
Kolejność odbijania drużyny San Francisco Giants podczas pierwszego meczu World Series 2012 przeciwko Detroit Tigers (bez użycia DH):
| 1 | Pagan    |
| 2 | Scutaro  |
| 3 | Sandoval |
| 4 | Posey    |
| 5 | Pence    |
| 6 | Belt     |
| 7 | Blanco   |
| 8 | Crawford |
| 9 | Zito (P) |

Przykład 2
Kolejność odbijania drużyny San Francisco Giants podczas trzeciego meczu World Series 2012 przeciwko Detroit Tigers (z użyciem DH):
| 1 | Pagan         |
| 2 | Scutaro       |
| 3 | Sandoval      |
| 4 | Posey         |
| 5 | Pence         |
| 6 | Belt          |
| 7 | Blanco        |
| 8 | Sanchez (DH)  |
| 9 | Crawford      |
| – | Vogelsong (P) |

Odbijanie rozpoczyna zawodnik z numerem 1, a po nim odbijają zawodnicy z kolejnymi numerami aż do numeru 9, po którym znów odbija numer 1. Jeśli pałkarz, który zajął swoje stanowisko, nie zostanie wyautowany lub nie stanie się biegaczem, a zmiana dobiegnie końca (np. w wyniku autu gracza próbującego ukraść bazę), rozpoczyna on kolejną zmianę jako pierwszy, z zerowym kontem strike'ów i balli.
Niezachowanie przez drużynę kolejności odbijania karane jest najczęściej wyautowaniem pałkarza, który powinien był odbijać zgodnie z porządkiem listy. Dzieje się to jednak tylko w wyniku zgłoszenia błędu sędziemu zawodów przez drużynę przeciwną.